# 30 december
30 december är den 364:e dagen på året i den gregorianska kalendern (365:e under skottår). Det återstår 1 dag av året.

## Namnsdagar

### I den svenska almanackan
- Nuvarande – Abel och Set
- Föregående i bokstavsordning
  - Abel – Namnet infördes 1744 på 2 januari, men flyttades 1901 till 29 december och 2001 till dagens datum.
  - David – Namnet fanns före 1901 både på 25 juni (till minne av Västmanlands apostel) och på dagens datum (till minne av den judiske konungen med detta namn). Detta år togs det dock bort från dagens datum och har sedan dess funnits enbart på 25 juni.
  - Gunlög – Namnet infördes 1986 på 8 mars, men flyttades 1993 till dagens datum och utgick 2001.
  - Set – Namnet infördes, liksom Abel, även i formen Seth, 1744 på 2 januari och flyttades 1901 till dagens datum. 1993 flyttades det till 29 december och 2001 tillbaka till dagens datum.
  - Viva – Namnet infördes på dagens datum 1986, men utgick 1993.
  - Vivan – Namnet infördes på dagens datum 1986, men flyttades 1993 till 5 maj och utgick 2001.
  - Åslög – Namnet infördes 1986 på 8 mars, men flyttades 1993 till dagens datum och 2001 till 12 september.
- Föregående i kronologisk ordning
  - Före 1901 – David
  - 1901–1985 – Set
  - 1986–1992 – Set, Viva och Vivan
  - 1993–2000 – Gunlög och Åslög
  - Från 2001 – Abel och Set
- Källor
  - Brylla, Eva (red.). Namnlängdsboken. Gjøvik: Norstedts ordbok, 2000 ISBN 91-7227-204-X
  - af Klintberg, Bengt. Namnen i almanackan. Gjøvik: Norstedts ordbok, 2001 ISBN 91-7227-292-9

### Finlandssvenska almanackan
- Nuvarande från 1929[1] – David
- I föregående revideringar[a][2]
  - inga ändringar sedan 1929

## Händelser
- 1370 – Sedan Urban V har avlidit den 19 december väljs Pierre Roger de Beaufort till påve och tar namnet Gregorius XI.[3]
- 1661 – En brand härjar på Drottningholms slott som måste återuppbyggas.
- 1812 – Tauroggenkonventionen undertecknas och Preussen byter sida i Napoleonkrigen.
- 1905 – Operetten Glada änkan har urpremiär i Wien.
- 1916 – En sammansvärjning med syfte att ta livet av mystikern Grigorij Rasputin lyckas i sitt uppsåt i Petrograd.[4]
- 1922 – Sovjetunionen utropas.
- 1924 – Den amerikanske astronomen Edwin Hubble anger att det existerar flera galaxer.
- 1940 – Den svenska lejdtrafiken inleds i och med fartyget M/S Gullmarens ankomst och M/S Remmarens avgång från Göteborg.
- 1947 – Rumänien blir folkrepublik.
- 1967 – Första spadtaget för Ölandsbron tas.
- 1993 – Israel och Vatikanstaten upprättar diplomatiska förbindelser.
- 1999 – Michael Abram försöker knivmörda den före detta Beatlesmedlemmen George Harrison.
- 2006 – Iraks förre diktator Saddam Hussein avrättas i Bagdad genom hängning.
- 2017 – Travhästen Alfas da Vinci (körd av Björn Goop) avlider efter en olycka i ett travlopp på Vincennesbanan utanför Paris i Frankrike.[5]

## Födda
- 39 – Titus, romersk kejsare 79–81.
- 1799 – Claës Günther, bland annat justitiestatsminister 1856–1858.
- 1819 – Theodor Fontane, tysk apotekare och författare.
- 1837 – Fredric Pettersson i Tjärsta, svensk arrendator och riksdagspolitiker.
- 1839 – Albert-Auguste Cochon de Lapparent, fransk geolog.
- 1857 – Henning Hammarlund, urmakare och fabrikör.
- 1865 – Rudyard Kipling, brittisk författare och poet, mottagare av Nobelpriset i litteratur 1907.
- 1867 – Simon Guggenheim, amerikansk republikansk politiker, affärsman och filantrop, senator (Colorado) 1907–1913.
- 1873
  - Al Smith, amerikansk politiker, guvernör i New York 1915–1917.
  - Miklós Bánffy, ungersk greve och politiker.
- 1877 – Nils Aréhn, svensk skådespelare.
- 1880 – Alfred Einstein, musikolog.
- 1884 – Andreas Andersson, svensk hemmansägare och politiker (i Högerpartiet).
- 1885 – Artur Cederborgh, svensk skådespelare.
- 1886 – Georg Arn, svensk arkitekt.
- 1893 – Olga Hellquist, svensk skådespelare.
- 1903 – Einar Groth, svensk violinist, kapellmästare och kompositör.
- 1905 – Daniil Charms, rysk författare och poet.
- 1906 – Carol Reed, amerikansk regissör, Den tredje mannen.
- 1913 – Véra Clouzot, fransk skådespelare.
- 1915
  - Sverker Åström, svensk diplomat, ambassadör och författare.
  - Valter Nyström, svensk långdistanslöpare, mottagare av Svenska Dagbladets guldmedalj 1952.
- 1916 – Georg Årlin, svensk skådespelare och regissör.
- 1920
  - Jack Lord, amerikansk skådespelare och regissör.
  - Gerd Widestedt, svensk skådespelare.
- 1922 – Nils-Eric Gustafsson, svensk lantbrukare och centerpartistisk politiker.
- 1923
  - Carl-Göran Ekerwald, svensk författare.
  - Sara Lidman, svensk författare.
- 1926 – Gösta Nordgren, svensk sångare, flottare och bandyspelare.
- 1927 – Sten Lonnert, svensk skådespelare.
- 1930 – Tu Youyou, kinesisk forskare, mottagare av Nobelpriset i fysiologi eller medicin 2015.
- 1931 – Skeeter Davis, amerikansk countrysångare.
- 1935 – Omar Bongo, president i Gabon 1967–2009.
- 1936 – Mike Spence, brittisk racerförare.
- 1937
  - Gordon Banks, engelsk fotbollsspelare, målvakt, VM-guld 1966.
  - Noel Paul Stookey, amerikansk sångare i gruppen Peter, Paul and Mary.
- 1940
  - Christer Dahl, svensk regissör, manusförfattare, författare och producent.
  - Birgitta Palme, svensk skådespelare, regissör och teaterchef.
- 1942
  - Michael Nesmith, amerikansk skådespelare och musiker, medlem av The Monkees 1966–1969.
  - Fred Ward, amerikansk skådespelare.
- 1943 – Gösta Winbergh, svensk operasångare.
- 1945 – Davy Jones, amerikansk skådespelare och musiker, medlem av The Monkees 1966–1970.
- 1946 – Patti Smith, amerikansk musiker.
- 1948
  - Horace Engdahl, svensk litteraturvetare, ledamot av Svenska Akademien, dess ständige sekreterare 1999–2009.
  - Randy Schekman, amerikansk biolog, mottagare av Nobelpriset i fysiologi eller medicin 2013.
- 1955 – Sanne Salomonsen, dansk sångare.
- 1956 – Marty Meehan, amerikansk demokratisk politiker, kongressledamot 1993–2007.
- 1957 – Tom Tiffany, amerikansk republikansk politiker, kongressledamot 2020–.
- 1959 – Tracey Ullman, brittisk komiker och sångare.
- 1960 – Heather Wilson, amerikansk republikansk politiker, kongressledamot 1998–2009.
- 1961
  - Douglas Coupland, kanadensisk författare.
  - Ben Johnson, kanadensisk friidrottare.
- 1962 – Alessandra Mussolini, italiensk fotomodell och politiker.
- 1963 – Mike Pompeo, amerikansk utrikesminister 2018–2021.
- 1965 – Heidi Fleiss, amerikansk före detta kopplerientreprenör i Beverly Hills.
- 1966 – Anna Ulrika Ericsson, svensk skådespelare.
- 1969
  - Dave England, amerikansk skådespelare/stuntman från tv-serien Jackass.
  - Kersti Kaljulaid, Estlands president 2016-2021.
- 1974 – Johanna Sällström, svensk skådespelare.
- 1975 – Tiger Woods, amerikansk golfspelare.
- 1980 – Eliza Dushku, amerikansk skådespelare.
- 1982 – Kristin Kreuk, kanadensisk skådespelare.
- 1983 – Chika Chukwumerije, nigeriansk taekwondoutövare.
- 1984 – LeBron James, amerikansk basketspelare.
- 1986 – Ellie Goulding, brittisk singer/songwriter.
- 1989 – Oliver Ingrosso, svensk discjockey, musikproducent och krögare.
- 1994 – Bianca Ingrosso, svensk bloggare.
- 1995
  - Lawrence Pilut, svensk-amerikansk ishockeyspelare.
  - V, sydkoreansk sångare, skådespelare och medlem i BTS.

## Avlidna
- 274 – Felix I, kristet helgon, påve sedan 269.
- 1525 – Jacob Fugger, 66, tysk affärsman och mecenat.
- 1591 – Innocentius IX, 72, påve sedan 29 oktober detta år.
- 1640 – Jean-François Régis, 43, fransk jesuit och predikant, helgon.
- 1643 – Giovanni Baglione, italiensk barockmålare.
- 1819 – Josepha Mayer, född Weber och tidigare gift Hofer, tysk sopran.
- 1828 – Gustaf Knös, 55, svensk orientalist och teolog.
- 1877 – Giuseppe Mengoni, 48, italiensk arkitekt och ingenjör.
- 1899 – Axel Danielsson, 36, svensk socialdemokratisk politiker och journalist.
- 1906 – Thomas M. Bowen, 71, amerikansk republikansk politiker och jurist, senator (Colorado) 1883–1889.
- 1913 – Sofia, 77, drottning av Sverige 1872–1907 och av Norge 1872–1905, gift med Oscar II.
- 1916 – Grigorij Rasputin, 47, rysk mystiker, predikant och helbrägdagörare.
- 1944 – Romain Rolland, 78, fransk författare, mottagare av Nobelpriset i litteratur 1915.
- 1947 – Han van Meegeren, 58, nederländsk mästerförfalskare.
- 1948 – Carl Schedin, 80, svensk lantbrukare och bondeförbundspolitiker.
- 1958 – Elsi Borg, 65, finländsk arkitekt.
- 1966 – Christian Herter, 71, amerikansk republikansk politiker, USA:s utrikesminister 1959–1961.
- 1968 – Trygve Lie, 72, norsk politiker (Arbeiderpartiet), FN:s första generalsekreterare 1946–1952.
- 1970 – Sonny Liston, 38, amerikansk boxare, världsmästare.
- 1971 – Dorothy Comingore, 58, amerikansk skådespelare.
- 1979 – Richard Rodgers, 77, amerikansk kompositör.
- 1980 – Gunnar Nordin, 66, svensk travtränare och travkusk.
- 1984 – Juha Widing, 37, svensk ishockeyspelare.
- 1989 – Etienne Leroux, 67, sydafrikansk afrikaansspråkig författare.
- 1994 – Ingrid Magnusson, 70, svensk operasångare och skådespelare.
- 1995 – Katarina Taikon, 63, svensk författare.
- 1996
  - Lew Ayres, 88, amerikansk skådespelare.
  - Jack Nance, 53, amerikansk skådespelare.
- 1997 – Iiro Kajanto, 72, finländsk klassisk filolog.
- 2006
  - Ortrud Mann, 89, svensk dirigent och kantor.
  - Saddam Hussein, 69, Iraks diktator 1979–2003, avrättad.
- 2007 – Bert Bolin, 82, svensk professor emeritus i meteorologi.
- 2009 – Abdurrahman Wahid, 69, indonesisk politiker, före detta president (1999-2001).
- 2010
  - Bobby Farrell, 61, arubansk-nederländsk sångare och dansare.
  - Thomas Funck, 91, svensk barnboksförfattare.
- 2011 – Ronald Searle, 91, brittisk serietecknare.
- 2012
  - Rita Levi-Montalcini, 103, italiensk neurobiolog och mottagare av Nobelpriset i fysiologi eller medicin 1986.
  - Carl Woese, 84, amerikansk mikrobiolog.
- 2014 – Luise Rainer, 104, tyskfödd amerikansk Oscars-belönad skådespelare.
- 2019 – Nils Petter Sundgren, 90, svensk filmkritiker.
- 2024 – Fraser Stoddart, 82, brittisk kemist, mottagare av Nobelpriset i kemi 2016.